# 通天大盜
《通天大盜》（英語：Easy Money）是1987年香港警匪動作片，由冼杞然導演，林子祥、鄭則仕和楊紫瓊主演。

## 劇情
楊寧（楊紫瓊飾）僱用來自各方的職業大盗打劫香港賽馬會解款車，劫去數千萬元；警方高級督察張頃（鄭則仕飾）及聯合保險公司代表林冲（林子祥飾）負責調查此案，張哲要捉拿楊及尋回贓款。

## 演員
- 林子祥 飾 林冲
- 鄭則仕 飾 張頃
- 楊紫瓊 飾 楊寧，女富豪[1]

## 外部連結
- 香港影庫上《通天大盜》的資料（繁體中文）
- 豆瓣电影上《通天大盜》的資料 （简体中文）
- 时光网上《通天大盜》的資料（简体中文）
- 互联网电影数据库（IMDb）上《通天大盜》的资料（英文）